# Mózg 5 lat
Mózg 5 lat – album zawierający kompozycje różnych artystów związanych z bydgoskim klubem Mózg.

## Spis utworów
1. Aria Carmen z opery Carmen Bizeta
2. Mazzoll & Arhythmic Perfection "Andrzej"
3. Teleecho "Mars Bars"
4. Trytony "Ostatni raz"
5. Sylvie Curvoisier & Tomasz Pawlicki - fragment koncertu
6. Zdzisław Piernik & Sławomir Janicki "Dialogi na tubę, kontrabas i taśmę"
7. Pieces Of Brain 2nd Edition "Ayler's Song"
8. Maestro Trytony - wariacja na temat "Ojczyzną naszą dobroć, dobroć, dobroć"
9. Kazik Staszewski "Mózg"
10. Masło "Venus In Furs"
11. Tomasz Gwinciński / Peter Gonzales / Tomasz Pawlicki / Grzegorz Daroń / Phillipa & Hariert "The Identity Of Relative And Absolute"
12. 4 Syfon "Be Be Cia Cia"
13. Caridad De La Luz "This Love Is Not Good For Me"
14. Barondown "Unleashing the Dobermans"
15. Tymon Tymański "Lies"
16. Fred Frith - fragment koncertu

## Twórcy
- Marzena Pawlicka - mezzosopran (1)
- Joanna Czapińska - fortepian (1)
- Mazzoll - klarnet (2)
- Sławomir Janicki - bas (2, 4, 6, 7)
- Jacek Majewski - perkusja (2, 7)
- Tomasz Gwinciński - perkusja (2, 3), gitara (4, 8), 11
- Tomasz Hesse - gitara basowa (3, 8)
- Tomasz Pawlicki - kontrabas (3, 5, 8, 11), flet (8)
- Jacek Buhl - perkusja (4, 12)
- Sylvie Curvoisier (5)
- Zdzisław Piernik (6)
- Jon Dobie - saksofon altowy (7)
- Renata Suchodolska - wiolonczela (8)
- Rafał Gorzycki - perkusja (8)
- Kazik Staszewski (9)
- Andrzej Fijołek - remiks (9)
- Ryszard Tymon Tymański - gitara, głos (10, 15)
- Mikołaj Trzaska - klarnet basowy, saksofon altowy (10)
- Grzegorz Daroń (11)
- Janusz Zdunek (12)
- Tomasz Glazik - saksofon altowy (11)
- Władysław Refling - gitara basowa (12)
- Ellery Eskelin
- Joshua Roseman - puzon (14)
- Joey Baron - perkusja (14)
- Fred Frith (16)